# Campeonato Sul-Americano de Voleibol Feminino Sub-21 de 2022
O Campeonato Sul-Americano de Voleibol Feminino Sub-21 de 2022 foi a 25ª edição do torneio Sul-Americano organizado pela Confederação Sul-americana de Voleibol (CSV). O torneio contou com a participação de oito equipes e aconteceu de  17 a 21 de agosto, Coliseo "Gran Qhapac Ñan", em Cajamarca, Peru, disputado por seis países, garantindo duas vagas para o Mundial Juvenil de 2023.
O Brasil conquistou seu vigésimo primeiro título da competição ao vencer a Argentina na final, que conquistaram também vagas para o mundial da categoria, e completou o pódio a Colômbia.A ponteira brasileira Helena Wenk Hoengen foi escolhida a melhor jogadora da competição

## Seleções participantes
As seguintes seleções confirmaram participação no Campeonato Sul-Americano Sub-21 de 2022:
| Equipe    | Última participação |
| --------- | ------------------- |
| Peru      | (Sede), 3º em 2018  |
| Argentina | 2º em 2018          |
| Brasil    | 1º em 2018          |
| Chile     | 4º em 2018          |
| Colômbia  | 5º em 2018          |
| Uruguai   | 7º em 2018          |

## Formato da disputa
As seis equipes foram distribuídas proporcionalmente em dois grupos, Grupo A e B, onde todos se enfrentam em cada grupo e a forma de classificação para a fase seguinte deu-se por pontos corridos, e os confrontos na fase semifinal segue o cruzamento olímpico, de forma análoga as equipes eliminadas na fase de grupos definiram as posições inferiores. Os vencedores da semifinal disputaram a medalha de ouro enquanto os perdedores a medalha de bronze.

## Fase classificatória
Classificação
- Local: es:Coliseo Gran Qhapaq Ñan- Cajamarca-Peru

### Grupo A
|     |          |     | Jogos | Jogos | Jogos | Resultados | Resultados | Resultados | Resultados | Resultados | Resultados | Sets | Sets | Sets  | Pontos | Pontos | Pontos |
| Pos | Equipe   | Pts | T     | V     | D     | 3–0        | 3–1        | 3–2        | 2–3        | 1–3        | 0–3        | V    | P    | R     | V      | P      | R      |
| --- | -------- | --- | ----- | ----- | ----- | ---------- | ---------- | ---------- | ---------- | ---------- | ---------- | ---- | ---- | ----- | ------ | ------ | ------ |
| 1   | Brasil   | 6   | 2     | 2     | 0     | 2          | 0          | 0          | 0          | 0          | 0          | 6    | 0    | MAX   | 150    | 108    | 1.389  |
| 2   | Colômbia | 3   | 2     | 1     | 1     | 0          | 1          | 0          | 0          | 0          | 1          | 3    | 4    | 0.750 | 147    | 162    | 0.907  |
| 3   | Chile    | 0   | 2     | 0     | 2     | 0          | 0          | 0          | 0          | 1          | 1          | 1    | 6    | 0.167 | 133    | 163    | 0.816  |

| Data   | Hora  |          | Placar |          | Set 1 | Set 2 | Set 3 | Set 4 | Set 5 | Total | Relatório |
| ------ | ----- | -------- | ------ | -------- | ----- | ----- | ----- | ----- | ----- | ----- | --------- |
| 17 ago | 18:00 | Brasil   | 3–0    | Colômbia | 25–14 | 25–23 | 25–22 |       |       | 75–59 | Súmula    |
| 18 ago | 18:00 | Brasil   | 3–0    | Chile    | 25–16 | 25–16 | 25–14 |       |       | 75–46 | Súmula    |
| 19 ago | 18:00 | Colômbia | 3–1    | Chile    | 25–20 | 25–22 | 13–25 | 25–20 |       | 88–87 | Súmula    |

### Grupo B
|     |           |     | Jogos | Jogos | Jogos | Resultados | Resultados | Resultados | Resultados | Resultados | Resultados | Sets | Sets | Sets  | Pontos | Pontos | Pontos |
| Pos | Equipe    | Pts | T     | V     | D     | 3–0        | 3–1        | 3–2        | 2–3        | 1–3        | 0–3        | V    | P    | R     | V      | P      | R      |
| --- | --------- | --- | ----- | ----- | ----- | ---------- | ---------- | ---------- | ---------- | ---------- | ---------- | ---- | ---- | ----- | ------ | ------ | ------ |
| 1   | Argentina | 5   | 2     | 2     | 0     | 1          | 0          | 1          | 0          | 0          | 0          | 6    | 2    | 3,000 | 189    | 144    | 1.313  |
| 2   | Peru      | 4   | 2     | 1     | 1     | 1          | 0          | 0          | 1          | 0          | 0          | 5    | 3    | 1.667 | 173    | 149    | 1.161  |
| 3   | Uruguai   | 0   | 2     | 0     | 2     | 0          | 0          | 0          | 0          | 0          | 2          | 0    | 6    | 0,000 | 81     | 150    | 0.540  |

| Data   | Hora  |           | Placar |           | Set 1 | Set 2 | Set 3 | Set 4 | Set 5 | Total  | Relatório |
| ------ | ----- | --------- | ------ | --------- | ----- | ----- | ----- | ----- | ----- | ------ | --------- |
| 17 ago | 20:00 | Peru      | 3–0    | Uruguai   | 25–8  | 25–16 | 25–11 |       |       | 75–35  | Súmula    |
| 18 ago | 20:00 | Peru      | 2–3    | Argentina | 26–24 | 27–25 | 18–25 | 19–25 | 8–15  | 98–114 | Súmula    |
| 19 ago | 20:00 | Argentina | 3–0    | Uruguai   | 25–12 | 25–22 | 25–12 |       |       | 75–46  | Súmula    |

## Fase final

#### Chaveamento final
|  | Semi-finais | Semi-finais | Semi-finais |  |  | Final          | Final          | Final          |
|  |             |             |             |  |  |                |                |                |
|  | A1          | Brasil      | 3           |  |  |                |                |                |
|  | B2          | Peru        | 0           |  |  |                |                |                |
|  |             |             |             |  |  | A1             | Brasil         | 3              |
|  |             |             |             |  |  | B1             | Argentina      | 0              |
|  | B1          | Argentina   | 3           |  |  |                |                |                |
|  | A2          | Colômbia    | 0           |  |  | Terceiro lugar | Terceiro lugar | Terceiro lugar |
|  |             |             |             |  |  | B2             | Peru           | 2              |
|  |             |             |             |  |  | A2             | Colômbia       | 3              |

#### Quinto lugar
| Data   | Hora  |       | Placar |         | Set 1 | Set 2 | Set 3 | Set 4 | Set 5 | Total | Relatório |
| ------ | ----- | ----- | ------ | ------- | ----- | ----- | ----- | ----- | ----- | ----- | --------- |
| 20 ago | 16:00 | Chile | 3–0    | Uruguai | 25–17 | 25–16 | 25–19 |       |       | 75–52 | Súmula    |

#### Semifinais
| Data   | Hora  |           | Placar |          | Set 1 | Set 2 | Set 3 | Set 4 | Set 5 | Total | Relatório |
| ------ | ----- | --------- | ------ | -------- | ----- | ----- | ----- | ----- | ----- | ----- | --------- |
| 20 ago | 18:00 | Argentina | 3–0    | Colômbia | 25–23 | 25–19 | 25–13 |       |       | 75–55 | Súmula    |
| 20 ago | 20:00 | Brasil    | 3–0    | Peru     | 25–23 | 25–15 | 25–16 |       |       | 75–54 | Súmula    |

#### Terceiro lugar
| Data   | Hora  |      | Placar |          | Set 1 | Set 2 | Set 3 | Set 4 | Set 5 | Total   | Relatório |
| ------ | ----- | ---- | ------ | -------- | ----- | ----- | ----- | ----- | ----- | ------- | --------- |
| 21 ago | 18:00 | Peru | 2–3    | Colômbia | 25–23 | 25–19 | 21–25 | 23–25 | 11–15 | 105–107 | Súmula    |

#### Final
| Data   | Hora  |        | Placar |           | Set 1 | Set 2 | Set 3 | Set 4 | Set 5 | Total | Relatório |
| ------ | ----- | ------ | ------ | --------- | ----- | ----- | ----- | ----- | ----- | ----- | --------- |
| 21 ago | 20:00 | Brasil | 3–0    | Argentina | 25–10 | 25–11 | 25–14 |       |       | 75–35 | Súmula    |

## Classificação final
| Pos | Equipe    |
| --- | --------- |
| 1   | Brasil    |
| 2   | Argentina |
| 3   | Colômbia  |
| 4   | Peru      |
| 5   | Chile     |
| 6   | Uruguai   |

|  | Qualificado para o Campeonato Mundial de Voleibol Feminino Sub-21 de 2023 |

## Premiação individuais
As jogadoras que se destacaram na competição foram:
| MVP (Most Valuable Player) | Helena Wenk Hoengen    | Brasil    |
| Oposto                     | Alondra Alarcón        | Peru      |
| 1ª Ponteira                | Milena Margaría        | Argentina |
| 2ª Ponteira                | Helena Wenk Hoengen    | Brasil    |
| 1ª Central                 | Juliana Gandra         | Brasil    |
| 2ª Central                 | Génesis Rodríguez      | Colômbia  |
| Levantadora                | Maria Clara Carvalhaes | Brasil    |
| Líbero                     | Victoria Caballero     | Argentina |